# 決戦シリーズ
決戦シリーズ（けっせんシリーズ）は、コーエー（現：コーエーテクモゲームス）から発売されたウォーシミュレーションのシリーズ。PlayStation 2用ゲームとして3作が発売された。シブサワ・コウこと襟川陽一によるプロデュース作品。
日本や中国の歴史を題材にした内容で、数百人の部隊同士がリアルタイムで合戦を繰り広げるのが特徴。
音楽は、NHKで放送された大河ドラマなどテレビドラマ音楽の制作活動が多い小六禮次郎が担当している。

## シリーズ作品
- 決戦 -KESSEN-（2000年3月4日発売）
テーマは関ヶ原の戦い。
- 決戦II（2001年3月29日発売）
テーマは三国志。設定がかなり改変されており、オリジナルファンタジー色が強い。また、俳優・タレントがキャラクターモデルと声優を担当している人物も登場。
- 決戦III（2004年12月22日発売）
テーマは日本の戦国時代の織田信長。

## 公式サイト
- 決戦 -KESSEN-
- 決戦II
- 決戦III